# Division 1 1959-60

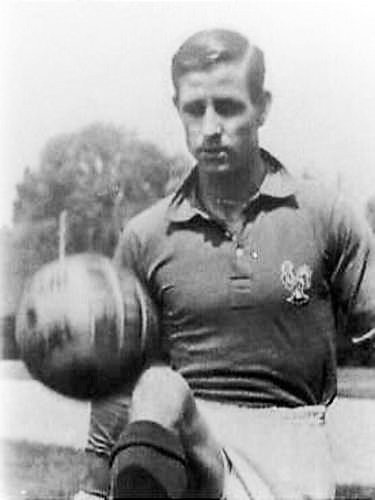
Raymond Kopa con la camiseta de la selección francesa

La Division 1 1959-60 fue la 22ª temporada del fútbol francés profesional. Stade de Reims se proclamó campeón con 60 puntos, obteniendo su quinto título.

## Equipos participantes
| - Angers SCO - Bordeaux - Le Havre AC - RC Lens - Limoges FC - Olympique Lyonnais - AS Monaco FC - OGC Nice - Nîmes Olympique - RC Paris |  | - Stade de Reims - Stade Rennais UC - AS Saint-Étienne - UA Sedan-Torcy - FC Sochaux-Montbéliard - Stade Français FC - RC Strasbourg - SC Toulon - Toulouse FC - US Valenciennes-Anzin |

## Tabla de posiciones
| Pos. | Equipo                     | Pts. | PJ | G  | E  | P  | GF  | GC  | Dif. | Clasificación                                |
| ---- | -------------------------- | ---- | -- | -- | -- | -- | --- | --- | ---- | -------------------------------------------- |
| 1    | Stade de Reims (C)         | 60   | 38 | 26 | 8  | 4  | 109 | 46  | +63  | Clasificado a la Copa de Campeones de Europa |
| 2    | Nîmes Olympique            | 53   | 38 | 22 | 9  | 7  | 78  | 43  | +35  |                                              |
| 3    | RC Paris                   | 49   | 38 | 19 | 11 | 8  | 118 | 56  | +62  |                                              |
| 4    | AS Monaco FC               | 45   | 38 | 19 | 7  | 12 | 70  | 45  | +25  |                                              |
| 5    | Toulouse FC                | 44   | 38 | 19 | 6  | 13 | 74  | 61  | +13  |                                              |
| 6    | RC Lens                    | 44   | 38 | 18 | 8  | 12 | 55  | 57  | −2   |                                              |
| 7    | Le Havre AC                | 42   | 38 | 15 | 12 | 11 | 63  | 68  | −5   |                                              |
| 8    | US Valenciennes-Anzin      | 40   | 38 | 16 | 8  | 14 | 65  | 60  | +5   |                                              |
| 9    | OGC Nice                   | 40   | 38 | 17 | 6  | 15 | 71  | 74  | −3   |                                              |
| 10   | Limoges FC                 | 38   | 38 | 14 | 10 | 14 | 46  | 46  | 0    |                                              |
| 11   | UA Sedan-Torcy             | 37   | 38 | 12 | 13 | 13 | 62  | 62  | 0    |                                              |
| 12   | AS Saint-Étienne           | 36   | 38 | 12 | 12 | 14 | 62  | 65  | −3   |                                              |
| 13   | Angers SCO                 | 36   | 38 | 13 | 10 | 15 | 60  | 67  | −7   |                                              |
| 14   | Stade Français FC          | 34   | 38 | 14 | 6  | 18 | 59  | 70  | −11  |                                              |
| 15   | Stade Rennais UC           | 33   | 38 | 13 | 7  | 18 | 47  | 59  | −12  |                                              |
| 16   | Olympique Lyonnais         | 31   | 38 | 10 | 11 | 17 | 41  | 52  | −11  |                                              |
| 17   | FC Sochaux-Montbéliard (D) | 27   | 38 | 8  | 11 | 19 | 40  | 67  | −27  | Descenso a Division 2                        |
| 18   | SC Toulon (D)              | 25   | 38 | 9  | 7  | 22 | 50  | 85  | −35  | Descenso a Division 2                        |
| 19   | RC Strasbourg (D)          | 25   | 38 | 9  | 7  | 22 | 55  | 92  | −37  | Descenso a Division 2                        |
| 20   | FCG Bordeaux (D)           | 21   | 38 | 7  | 7  | 24 | 52  | 102 | −50  | Descenso a Division 2                        |

 Fuente: footballdatabase.eu
Notas:
1. ↑  Campeón de la Copa de Francia

## Resultados
| Local \ Visitante      | ANG | BOR | HAV | LEN | LIM | LYO | MOC | NIC | NIM | RCP | REI | REN | STE | SED | SOC | STF | STR | TON | TOU | VAL |
| ---------------------- | --- | --- | --- | --- | --- | --- | --- | --- | --- | --- | --- | --- | --- | --- | --- | --- | --- | --- | --- | --- |
| Angers SCO             | —   | 4–1 | 4–2 | 4–1 | 1–0 | 1–1 | 1–1 | 2–2 | 0–0 | 0–0 | 6–1 | 2–0 | 3–3 | 0–0 | 1–0 | 3–0 | 3–1 | 3–2 | 2–0 | 1–2 |
| FCG Bordeaux           | 1–1 | —   | 0–1 | 2–3 | 2–1 | 2–2 | 4–2 | 0–3 | 1–3 | 1–5 | 2–1 | 0–1 | 0–0 | 1–4 | 6–4 | 3–3 | 0–1 | 2–1 | 3–5 | 3–7 |
| Le Havre AC            | 5–0 | 2–0 | —   | 3–1 | 2–0 | 1–2 | 2–0 | 3–1 | 0–3 | 2–2 | 2–2 | 4–2 | 0–0 | 3–3 | 2–2 | 1–2 | 2–1 | 2–0 | 0–3 | 3–2 |
| RC Lens                | 4–2 | 3–1 | 1–1 | —   | 0–0 | 1–0 | 1–2 | 1–0 | 3–1 | 3–2 | 2–5 | 1–0 | 0–0 | 1–1 | 3–1 | 3–2 | 2–1 | 6–2 | 4–0 | 1–0 |
| Limoges FC             | 2–0 | 3–0 | 0–0 | 1–2 | —   | 0–1 | 0–2 | 2–1 | 2–1 | 1–0 | 2–2 | 1–2 | 2–1 | 2–2 | 1–0 | 1–0 | 8–0 | 2–0 | 2–1 | 1–1 |
| Olympique Lyonnais     | 2–0 | 2–2 | 1–1 | 0–1 | 1–0 | —   | 0–4 | 0–2 | 1–2 | 0–0 | 0–1 | 0–0 | 0–0 | 0–1 | 3–1 | 0–0 | 3–2 | 1–2 | 1–2 | 3–0 |
| AS Monaco FC           | 2–1 | 5–0 | 0–1 | 2–1 | 0–0 | 4–1 | —   | 2–0 | 0–1 | 3–3 | 2–2 | 5–0 | 1–1 | 2–1 | 1–0 | 3–0 | 4–2 | 1–3 | 3–0 | 1–0 |
| OGC Nice               | 1–5 | 2–1 | 2–2 | 3–0 | 3–3 | 2–1 | 3–2 | —   | 2–1 | 2–5 | 1–4 | 3–1 | 2–0 | 3–0 | 3–0 | 1–3 | 2–3 | 4–2 | 1–0 | 1–1 |
| Nîmes Olympique        | 1–1 | 4–0 | 4–1 | 0–0 | 2–0 | 2–2 | 5–1 | 5–1 | —   | 0–2 | 0–3 | 3–0 | 2–0 | 2–0 | 2–1 | 3–1 | 2–1 | 4–1 | 2–2 | 3–0 |
| RC Paris               | 4–1 | 6–1 | 9–0 | 3–0 | 4–0 | 4–0 | 1–1 | 1–2 | 1–2 | —   | 3–3 | 0–2 | 4–0 | 2–3 | 8–0 | 1–1 | 2–2 | 7–1 | 1–3 | 6–4 |
| Stade de Reims         | 6–0 | 8–2 | 8–2 | 5–1 | 1–0 | 3–0 | 2–1 | 2–2 | 1–2 | 0–0 | —   | 2–1 | 3–0 | 1–0 | 4–1 | 4–0 | 5–0 | 3–0 | 5–2 | 2–1 |
| Stade Rennais UC       | 2–3 | 1–0 | 2–2 | 2–0 | 0–2 | 1–2 | 1–2 | 3–1 | 1–1 | 3–2 | 0–1 | —   | 0–0 | 1–2 | 0–1 | 2–3 | 4–0 | 3–3 | 1–0 | 2–1 |
| AS Saint-Étienne       | 1–1 | 4–2 | 3–1 | 6–0 | 2–0 | 2–1 | 1–0 | 4–1 | 2–2 | 3–4 | 2–5 | 2–1 | —   | 3–3 | 0–3 | 1–1 | 7–3 | 3–1 | 3–3 | 3–1 |
| UA Sedan-Torcy         | 2–0 | 2–3 | 0–3 | 2–2 | 0–0 | 0–0 | 2–1 | 2–0 | 2–3 | 1–4 | 1–3 | 2–0 | 3–1 | —   | 2–1 | 2–1 | 2–2 | 1–2 | 3–4 | 2–2 |
| FC Sochaux-Montbéliard | 2–0 | 0–0 | 0–0 | 1–0 | 0–0 | 1–3 | 1–0 | 1–2 | 1–1 | 3–6 | 1–2 | 2–2 | 2–0 | 0–0 | —   | 3–2 | 1–1 | 1–2 | 0–2 | 0–0 |
| Stade Français FC      | 2–0 | 0–2 | 0–1 | 0–1 | 2–3 | 2–1 | 3–2 | 2–3 | 0–0 | 3–3 | 0–3 | 1–2 | 3–2 | 1–5 | 2–1 | —   | 2–1 | 3–1 | 3–1 | 1–2 |
| RC Strasbourg          | 4–2 | 2–1 | 1–2 | 0–0 | 1–3 | 2–1 | 0–2 | 1–4 | 1–3 | 2–5 | 1–3 | 1–1 | 3–0 | 3–3 | 0–1 | 2–5 | —   | 3–2 | 2–0 | 0–0 |
| SC Toulon              | 1–0 | 2–0 | 3–3 | 1–1 | 3–1 | 1–1 | 0–3 | 1–1 | 3–2 | 1–3 | 1–1 | 0–1 | 0–1 | 2–1 | 2–2 | 1–2 | 1–4 | —   | 0–1 | 1–2 |
| Toulouse FC            | 5–1 | 2–1 | 2–1 | 1–0 | 6–0 | 1–0 | 1–1 | 4–1 | 2–3 | 1–1 | 2–2 | 1–2 | 2–1 | 1–1 | 3–0 | 1–3 | 2–1 | 3–0 | —   | 2–1 |
| US Valenciennes-Anzin  | 3–1 | 2–2 | 2–0 | 0–1 | 0–0 | 1–4 | 0–2 | 4–3 | 3–1 | 1–4 | 3–0 | 2–0 | 2–0 | 2–1 | 1–1 | 1–0 | 2–0 | 3–1 | 5–3 | —   |

Promovidos de la Division 2, quienes jugarán en la Division 1 1960/61:
- FC Grenoble: Campeón de la Division 2
- FC Nancy: Segundo lugar de la Division 2
- FC Rouen: Tercer lugar de la Division 2
- AS Troyes-Savinienne: Cuarto lugar de la Division 2

## Goleadores
| #  | Jugador             | Nacionalidad    | Club                                  | Goles |
| -- | ------------------- | --------------- | ------------------------------------- | ----- |
| 1  | Just Fontaine       | Francia         | Stade de Reims                        | 28    |
| 2  | Thadée Cisowski     | Francia         | RC Paris                              | 27    |
| 3  | Ginès Liron         | Francia         | AS Saint-Étienne                      | 23    |
| 4  | Hassan Akesbi       | Marruecos       | Nîmes Olympique                       | 22    |
| -  | Bernard Rahis       | Francia         | Nîmes Olympique                       | 22    |
| -  | Petrus Van Rhijn    | Países Bajos    | Stade Français FC                     | 22    |
| -  | Joseph Ujlaki       | Francia Hungría | RC Paris                              | 22    |
| 8  | Laurent Robuschi    | Francia         | Bordeaux                              | 20    |
| 9  | Roger Piantoni      | Francia         | Stade de Reims                        | 18    |
| 10 | Jean Topka          | Costa de Marfil | RC Paris                              | 17    |
| -  | Ernie Schultz       | Francia         | Toulouse FC                           | 17    |
| 12 | Ignace Wognin       | Francia         | Angers SCO                            | 16    |
| -  | Ahmed Oudjani       | Francia         | RC Lens                               | 16    |
| 14 | Antoine Groschulski | Francia Polonia | RC Strasbourg (10) UA Sedan-Torcy (5) | 15    |

## Equipo campeón
| Futbolista        | Nacionalidad         | Partidos | Goles |
| ----------------- | -------------------- | -------- | ----- |
| Abdallah Azhar    | Bandera de Marruecos | 1        | 0     |
| Raymond Baratto   | Bandera de Francia   | 11       | 0     |
| Robert Bérard     | Bandera de Francia   | 24       | 11    |
| Edmond Biernat    | Bandera de Francia   | 7        | 4     |
| Dominique Colonna | Bandera de Francia   | 36       |       |
| Claude Dubaële    | Bandera de Francia   | 3        | 3     |
| Just Fontaine     | Bandera de Francia   | 30       | 28    |
| Raoul Giraudo     | Bandera de Francia   | 8        |       |
| René-Jean Jacquet | Bandera de Francia   | 7        |       |
| Robert Jonquet    | Bandera de Francia   | 37       |       |
| Raymond Kopa      | Bandera de Francia   | 41       | 15    |
| Michel Leblond    | Bandera de Francia   | 39       | 1     |
| Lucien Muller     | Bandera de Francia   | 43       | 16    |
| Roger Piantoni    | Bandera de Francia   | 30       | 18    |
| Bruno Rodzik      | Bandera de Francia   | 36       | 1     |
| Robert Siatka     | Bandera de Francia   | 40       | 4     |
| Jean Vincent      | Bandera de Francia   | 42       | 18    |
| Jean Wendling     | Bandera de Francia   | 38       |       |